# ZX Microdrive

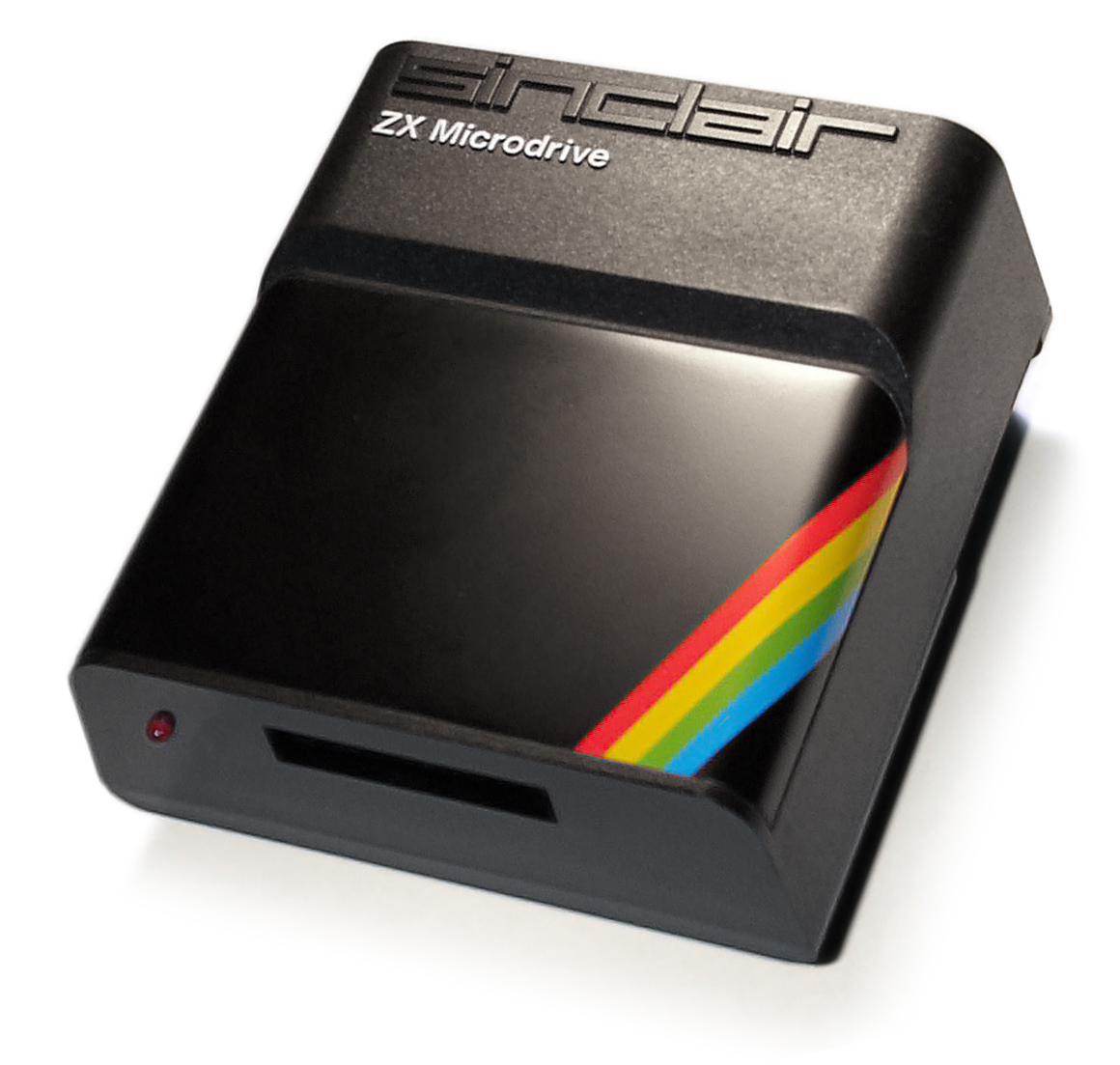
Un'unità ZX Microdrive

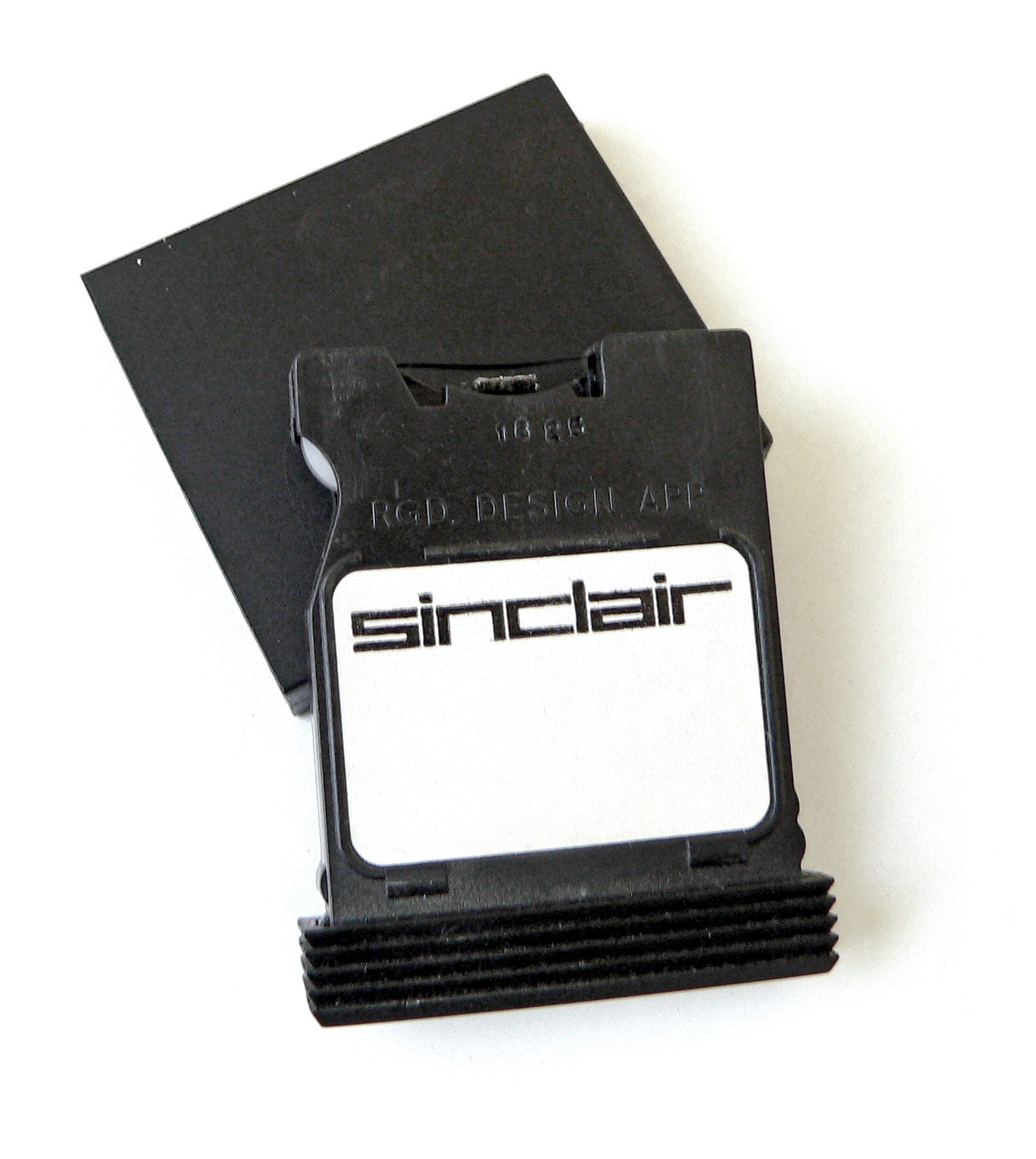
Cartuccia per Microdrive

Lo ZX Microdrive è un sistema di memorizzazione a nastro magnetico lanciato nel luglio 1983 per l'home computer ZX Spectrum. La tecnologia dei Microdrive venne successivamente usata nel Sinclair QL e nei personal computer One Per Desk di ICL. L'ingegnere principale artefice del Microdrive era Ben Cheese.

## Storia
Originariamente venne proposto da Andrew Grillet durante un colloquio di lavoro con Sinclair Research Ltd, per quello che sarebbe diventato lo ZX81. Grillet proponeva "una variante del sistema Stereo 8 Learjet, modificato in maniera da permettere a due immagini centrali da 64k per traccia di scambiarsi, svolgendosi e riavvolgendosi, usando il protocollo KUTS". Lo ZX81 aveva solo 1k di RAM. Grillet ricevette un'offerta migliore da Xerox Corporation, e non lavorò mai né allo ZX81, né allo Spectrum. Il Microdrive era molto più piccolo al suo debutto.
Com'era tipico dei prodotti Sinclair, il Microdrive era relativamente economico (49,95£ al lancio) e tecnologicamente innovativo, sebbene fosse piuttosto limitato per caratteristiche tecniche. Per connetterne uno allo ZX Spectrum era necessaria una ZX Interface 1, venduta separatamente a 49,95£ o a 79,95£ se acquistata insieme ad un Microdrive. Successivamente, nel marzo 1985, Sinclair propose, col nome commerciale di ZX Spectrum Expansion System, un kit Microdrive più Interface 1 a 99,95£. La confezione includeva quattro cartucce per Microdrive: l'elaboratore di testi Tasword Two più il database Masterfile, i giochi Games Designer e Ant Attack della Quicksilva, una cartuccia con software introduttivo e un'ultima cartuccia vuota. Era possibile connettere all'Interface 1 fino ad otto unità ZX Microdrive, collegando ogni unità alla successiva in daisy chain tramite un apposito connettore rigido. La prima unità invece veniva collegata all'Interface 1 tramite un connettore a piattina.
Sfortunatamente, il sistema divenne famoso per la sua inaffidabilità. Anche le cartucce erano relativamente costose (inizialmente vendute per 4,95£ l'una, successivamente ridotte a 1,99£). Una tecnologia simile fu usata in altri dispositivi, come il Rotronics Wafadrive, e fu talvolta indicata come "Stringy Floppy".
I Microdrive furono anche usati come supporti di memorizzazione nativi del Sinclair QL, il quale incorporava due drive interni. Questi erano molto simili allo ZX Microdrive, ma usavano un diverso formato logico che permetteva ad ogni cartuccia di contenere almeno 100 kB. Anche il QL era provvisto di un bus di espansione per Microdrive, al quale potevano essere collegati fino a sei QL Microdrive esterni, che però non furono mai prodotti, probabilmente per l'assenza di domanda.
Oltre alle versioni QL, i Microdrive vennero inclusi nei sistemi One Per Desk di ICL (venduti anche col marchio Merlin Tonto e Telecom Australia Computerphone. Questi drive furono reingegnerizzati da ICL per migliorarne l'affidabilità, ed usavano un formato incompatibile con entrambi i microdrive ZX e QL.

## Caratteristiche tecniche
I Microdrive usano cartucce minuscole (44 × 34 × 8 mm, compresa la custodia protettiva), contenenti un anello di 5 m di nastro video, alto 1,9 mm, trascinato alla velocità di 76 cm/s, ovvero un giro completo in circa 8 secondi. La cartuccia contiene un minimo di 85 kB dopo la formattazione (la capacità esatta dipende dal numero di settori difettosi trovati e dalla velocità del motore del Microdrive durante la formattazione). La velocità di trasferimento dei dati è di 15 kB/s (cioè 120 kbit/s). Era possibile 'espandere' la capacità di una cartuccia nuova formattandola più volte, in modo da 'stirare' leggermente il nastro, allungandolo e permettendo così la scrittura di più settori. Questa procedura era ampiamente documentata nelle riviste della comunità Sinclair degli anni ottanta.
Al livello fisico i dati venivano memorizzati su ogni cassetta in modo seriale suddivisi in blocchi. Ogni cassetta poteva contenere al massimo 256 settori da 512 bytes, limite impossibile da raggiungere a causa della limitata lunghezza del nastro e della giunzione tra la sua fine e l'inizio.
Le unità microdrive venivano pilotate dalla scheda di gestione "Interface 1". Questa si collegava alle unità tramite un flat composto da 14 poli terminato da connettori a pettine a doppia faccia, 7 poli per lato.
Ogni unità riportava tale connessione al suo fianco al fine di poter collegare in cascata ulteriori unità fino ad un massimo di 8 in totale.
La Interface 1 utilizzava le cassette come una "FIFO" ossia ne scriveva e rianalizzava il contenuto.
I segnali di comunicazione tra l'interfaccia e le unità erano basati sulla reale natura del supporto magnetico a nastro di cui erano dotate e, per cui, non si poteva far altro che riferimento a segnali elettrici che erano destinati a pilotare delle testine magnetiche.
Tali testine erano delle normalissime testine stereo utilizzatissime in quegli anni anche dai comunissimi walkman. Tali testine permettevano di gestire due tracce sullo stesso nastro. Ogni traccia conteneva una porzione dei dati da leggere/memorizzare.
I dati dei file che venivano registrati su tali supporti erano, generalmente, originati da quelli presenti nella memoria dell'elaboratore.
Ogni byte veniva trasmesso tramite un indirizzo logico del computer e, tramite uno shift register, venivano convertiti da 8 bit paralleli a 8 bit seriali. Sulle due tracce del nastro, quindi, venivano registrati i byte dei files in modo alternato: il primo byte sulla traccia 1 ed a distanza di 4 bit, sulla traccia 2, il secondo byte. Sulle tracce, quindi, potevano essere letti in modo contemporaneo i bit 4-7 del primo byte e 0-3 del secondo. Dopo il primo byte la situazione proseguiva potendo leggere dalla traccia 1 i bits 0-3 del terzo byte e i bit 4-7 del secondo, e così via. 
La codifica fisica dei bit utilizzata è la bifase, dove uno '0' inizia e finisce con una transizione del segnale mentre un '1' ha una transizione al suo inizio, al centro e alla fine, raddoppiando di fatto la frequenza dello '0'.